# Sânleani, Arad
Sânleani (Szentleány în limba maghiară, în traducere Fată Sfântă) este un sat în comuna Livada din județul Arad, Crișana, România.